# Opel Sintra
Opel Sintra – samochód osobowy typu minivan klasy średniej produkowany przez niemiecką markę Opel w latach 1996–1999. 

## Historia i opis modelu

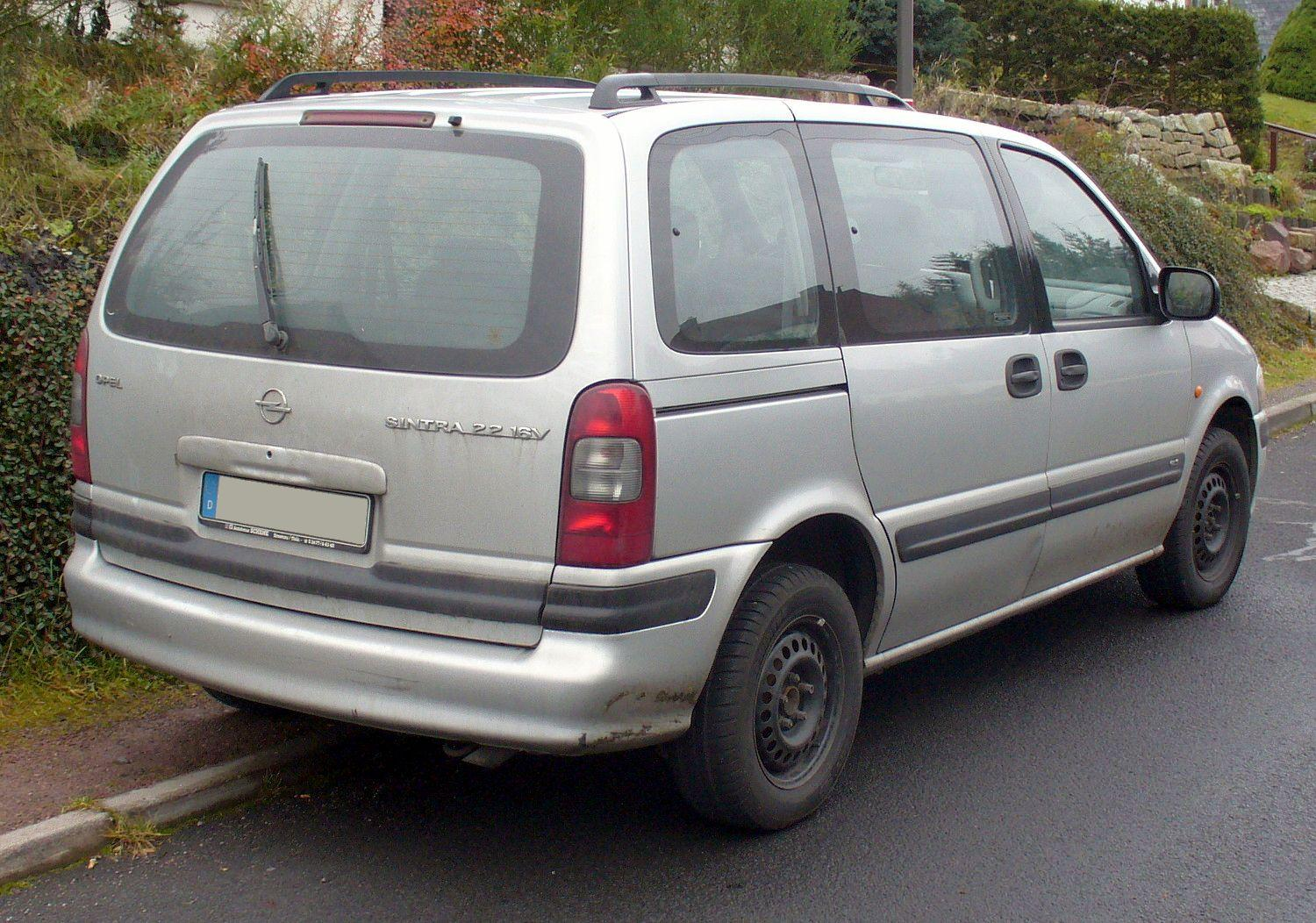
Opel Sintra – tył

Opel Sintra jest to europejska odmiana Chevroleta Venture produkowanego również w Stanach Zjednoczonych.
Jego opcje wyposażenia to m.in. ABS, centralny zamek, dzielone siedzenia, elektryczne lusterka, elektryczne szyby, klimatyzacja, cztery poduszki powietrzne, radio z CD, szyberdach, wspomaganie kierownicy, halogeny, atermiczna przednia szyba, relingi.
Sintra nie była oferowana w Polsce z powodu wysokiego cła na towary z USA. 

### Silniki
Produkowany w wersjach silnika 2,2 dm³ (silnik benzynowy oraz diesel) oraz 3,0 dm³ benzynowy. Pojazd ten zyskał dużą popularność w Niemczech oraz krajach Beneluksu. Średnie spalanie na trasie to 7,2/9,8 l na 100 km, w zależności od wersji silnika. 

### Dane techniczne
| Wersja                | Silnik:                          | Układ zasilania:   | Średnica × skok tłoka: | St. sprężania:     | Moc maksymalna:                    | Maks. moment obrotowy      | 0-100 km/h:        | V-max:             |
| Silniki benzynowe:    | Silniki benzynowe:               | Silniki benzynowe: | Silniki benzynowe:     | Silniki benzynowe: | Silniki benzynowe:                 | Silniki benzynowe:         | Silniki benzynowe: | Silniki benzynowe: |
| --------------------- | -------------------------------- | ------------------ | ---------------------- | ------------------ | ---------------------------------- | -------------------------- | ------------------ | ------------------ |
| 2.2                   | R4 2,2 l (2198 cm³), DOHC        | wtrysk EFi         | 86,00 mm × 94,60 mm    | 10,5:1             | 141 KM (104 kW) przy 5400 obr./min | 202 N•m przy 2600 obr./min | 12,7 s             | 189 km/h           |
| 3.0                   | V6 3,0 l (2962 cm³), DOHC        | wtrysk             | 86,00 mm × 85,00 mm    | 10,8:1             | 201 KM (148 kW) przy 6000 obr./min | 260 N•m przy 3600 obr./min | 9,9 s              | 203 km/h           |
| Silniki wysokoprężne: |                                  |                    |                        |                    |                                    |                            |                    |                    |
| 2.2 DTI               | R4 2,2 l (2172 cm³), SOHC, turbo | wtrysk bezpośredni | 84,00 mm × 98,00 mm    | b/d                | 115 KM (85 kW) przy 5400 obr./min  | 260 Nm                     | 14,5 s             | 175 km/h           |